# Мійковці
Мі́йковці (болг. Мийковци) — село у Великотирновській області Болгарії. Входить до складу общини Єлена.

## Населення
За даними перепису населення 2011 року у селі проживала 31 особа, з них 30 осіб (96,8%) — болгари.
Розподіл населення за віком у 2011 році:
Динаміка населення: